# Managed C++
Managed C++ (dokładnie Managed Extensions for C++) – zestaw rozszerzeń składni i atrybutów do języka C++ wprowadzony przez Microsoft do platformy .NET. Z wydaniem Visual Studio 2005 rozszerzenia Managed C++ zostały zastąpione przez C++/CLI.
Kod Managed C++ był kompilowany do reprezentacji pośredniej w postaci Microsoft intermediate language (MSIL), nie do kodu maszynowego. Jednak konwersja do kodu maszynowego była bardzo prosta, tym właśnie zajmował się CLR platformy .NET.
Wszystkie kompilatory, które były częścią platformy .NET, były kodem zarządzanym (managed). Co oznaczało, że były kompilowane do postaci, która była wykonywana przez CLR. Aby umożliwić to samo językowi C++, wymagana była specjalna flaga /CLR lub specjalny szablon w Visual Studio.
Ciekawymi rozszerzeniami Managed C++, była weryfikacja kodu przed uruchomieniem, były np. sprawdzane indeksy tablicy, czy niepoprawne wskaźniki, oraz odśmiecanie pamięci.